# Parnassia chengkouensis
Parnassia chengkouensis är en benvedsväxtart som beskrevs av Tsue Chih Ku. Parnassia chengkouensis ingår i släktet Parnassia och familjen Celastraceae. Inga underarter finns listade.